# Vittore di Tunnuna
Vittore (latino: Victor Tunnunensis; fl. VI secolo) è stato uno storico e vescovo bizantino, vescovo di Tunnuna in Nordafrica.

## Biografia
Scrisse, durante i regni di Giustiniano I (527-565) e di Giustino II (565-578), una cronaca della storia del mondo dalla creazione al 566, di cui è rimasta la parte dal 444 in poi.
La sua vita è ricostruibile da notizie comprese nella sua cronaca e da una nota nel De viris illustribus di Isidoro di Siviglia. Come altri uomini di chiesa occidentali si schierò contro Giustiniano I nella controversia dei Tre Capitoli e per questo fu esiliato, prima alle Isole Baleari e poi in Egitto, per poi tornare a Costantinopoli nel 564-565.
Fu durante l'esilio che scrisse la sua opera. Theodor Mommsen ha mostrato che fece uso delle datazioni consolari occidentali dal 444 al 457, di quelle orientali dal 458 al 500 (con l'eccezione del 460, 464 e 465), per poi tornare alle datazioni occidentali dal 501 al 563 e, senza ragione apparente, utilizzare gli anni di regno di Giustiniano per indicare gli anni a partire dal 563. Stranamente commette un errore nel datare la morte di Giustiniano che pospone di un anno. La sua cronaca fu continuata da Giovanni di Biclaro.